# Grunyit
Un grunyit és una vocalització gutural de tonalitat greu que forma part del repertori comunicatiu de diversos animals. En general, és un so d'amenaça, però també es pot emetre en altres contextos, com el joc o la copulació. És un dels sons més comuns tant en els gats domèstics (que fan grunyits llargs i curts) com en els gossos. Els grunyits sorgeixen de la laringe. L'onomatopeia del grunyit, «grr», ha estat incorporada al mateix verb «grunyir», fenomen que també es dona en els seus equivalents en altres llengües, com ara l'anglès (growl), el grec (γρύζω, grizo) o el llatí (grudo).